# تننکو
تننکو (به لاتین: Ténenkou) یک سکونتگاه مسکونی در مالی است که در استان موپتی واقع شده‌است.

## خصوصیات
تننکو ۱۱٬۳۱۰ نفر جمعیت دارد.